# غونتر فان ويل
غونتر فان ويل (بالألمانية: Günther van Well)‏ (و. 1922 – 1993 م) هو دبلوماسي ألماني، توفي في بون، عن عمر يناهز 71 عاماً.

## مناصب
تولى منصب سفير ألمانيا لدى الولايات المتحدة ‏ (1984–1987)
- مندوب ألمانيا الدائم لدى الأمم المتحدة ‏ (1981–1984)
- سفير

.

## روابط خارجية
- غونثر فان ويل على موقع مونزينجر (الألمانية)